# Magdalena Cwenówna

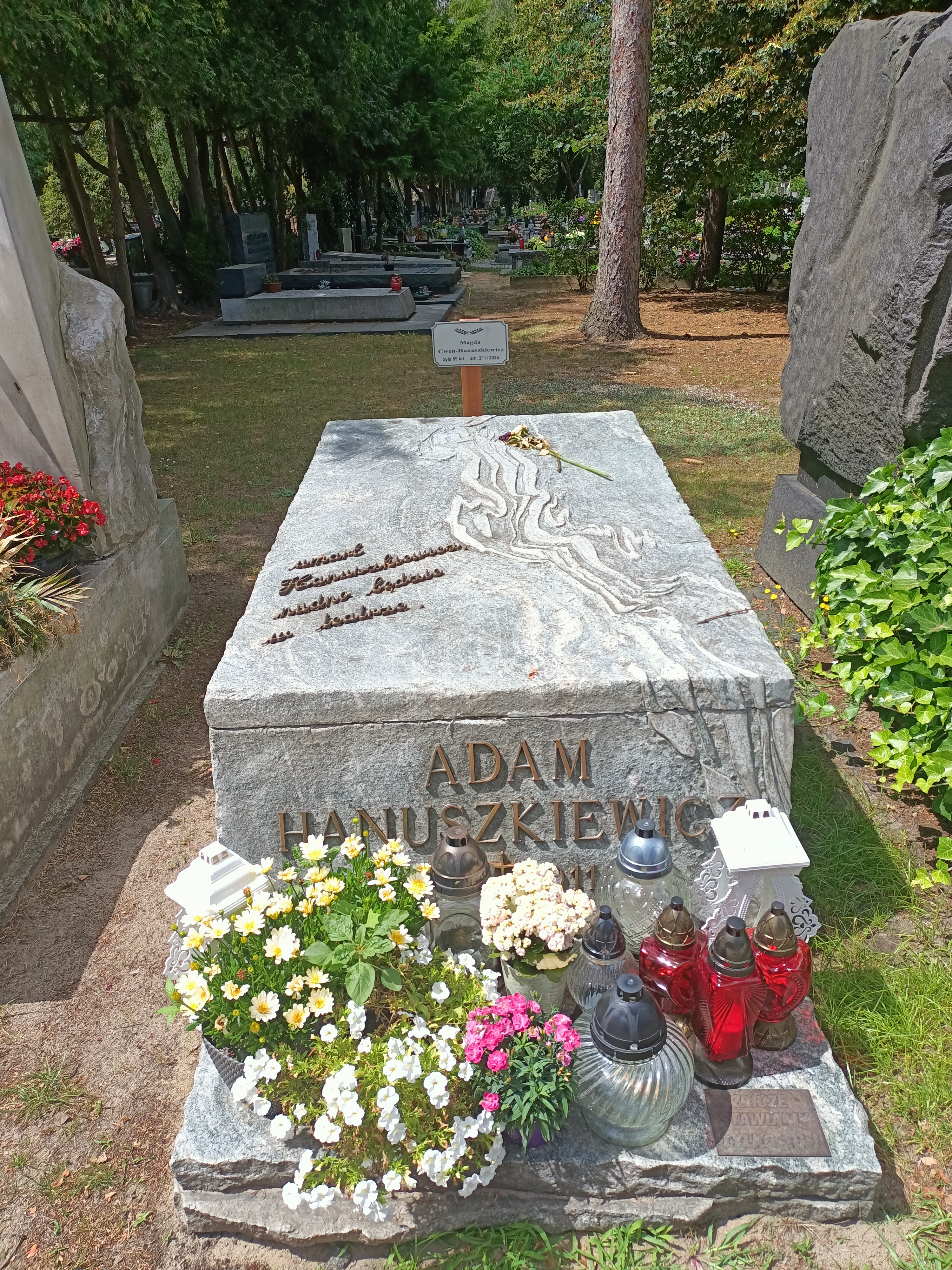
Grób Magdaleny Cwenówny Hanuszkiewicz na Cmentarzu Wojskowym na Powązkach.

Magdalena Cwenówna, właściwie Magdalena Krystyna Cwen-Hanuszkiewicz (ur. 14 maja 1954 w Piotrkowie Trybunalskim, zm. 21 lutego 2024 w Warszawie) – polska aktorka filmowa, teatralna i telewizyjna. Zajmowała się również dubbingiem.

## Życiorys
W 1976 ukończyła studia na Wydziale Aktorskim Państwowej Wyższej Szkoły Filmowej, Teatralnej i Telewizyjnej im. Leona Schillera w Łodzi. Grała na scenie Teatru Powszechnego w Łodzi (1976–1989), warszawskiego Teatru Nowego (1989–2007), a od 2007 była aktorką Teatru Rampa w Warszawie. Występowała również w Teatrze Wielkim w Łodzi i Teatrze Narodowym w Warszawie.
Jej mężem, w latach 1990–2011, był aktor i reżyser, Adam Hanuszkiewicz. Zmarła 21 lutego 2024 roku po walce z chorobą nowotworową. Została pochowana na Cmentarzu Wojskowym na Powązkach u boku męża (kwatera A2-aleja zasłużonych-9). 

## Nagrody i odznaczenia
- 1986: nagroda Srebrny Pierścień za rolę Adeli w przedstawieniu „Dom Bernardy Alba” Federico Garcia Lorci,
- 1987: Honorowa Odznaka miasta Łodzi[1].

## Filmografia
- 2017: Lekarze na start – Olga Zamojska
- 2014: Entropia – matka
- 2010: Barwy szczęścia – Monika, rektor uczelni
- 2009: Na dobre i na złe – Wanda
- 2008: Wydział zabójstw – Sabina Gorczycka
- 2003-2023: Na Wspólnej – wicedyrektorka
- 1997-2023: Klan – Lidia, żona profesora Maksymiliana Boguckiego cierpiąca na stwardnienie rozsiane
- 1983: Żadne czary, żadne mary – mama Basi
- 1982: Orinoko
- 1981: About That Night
- 1977: Palace Hotel – dziewczyna w filmie Lenki
- 1975: Dom moich synów – Małgosia, dziewczyna Jerzego

Źródło: Filmpolski.pl.